# 리버 피닉스
리버 피닉스(River Phoenix, 1970년 8월 23일 ~ 1993년 10월 31일)는 미국의 배우이다. 아역 배우 출신으로 영화 배우, 광고 모델로 활동했다.
23세의 나이에 약물과다복용으로 요절(夭折)했기 때문에 많은 작품에 출연하지는 않았지만, 출연하는 작품마다 반항적인 이미지와 우수에 찬 모습으로 큰 인기를 얻었다. 동생 호아킨 피닉스와 서머 피닉스도 영화 배우로 활동하고 있다.

## 출연작
- 《스니커즈》 (1993년)
- 《샌프란시스코에서 하룻밤》 (1991년)
- 《아이다호》 (1991년)
- 《바람둥이 길들이기》 (1990년)
- 《인디아나 존스: 최후의 성전》 (1989년)
- 《허공에의 질주》
- 《모스키토 코스트》
- 《스탠 바이 미》 (1986년)
- 《익스플로러스》

## 연관 항목
- 호아킨 피닉스
- 서머 피닉스
- 제임스 딘